# Bairon (rivière)
Pour les articles homonymes, voir Bairon.
Le Bairon est une rivière française qui coule dans le département des Ardennes, dans l'ancienne région Champagne-Ardenne donc en nouvelle région Grand-Est. C'est un affluent de la Bar en rive gauche, donc un sous-affluent de la Meuse.

## Géographie
De 24,5 km de longueur, le Bairon naît sur le territoire de la commune de La Horgne, à 216 m d'altitude, au nord-ouest du village, près du lieu-dit Beauchaud. Il s'appelle aussi dans cette partie haute de ruisseau des Étangs.
La plus grande partie de la surface de son bassin versant est constituée de bois et forêts. Son orientation générale va du nord-ouest vers le sud-est.
Il conflue avec la Bar en rive gauche, à Tannay, à 164 m d'altitude, après avoir traversé le canal des Ardennes.

## Hydronymie
Le Bairon se jette dans la Bar, son  nom est un diminutif de Bar.

### Communes et cantons traversés

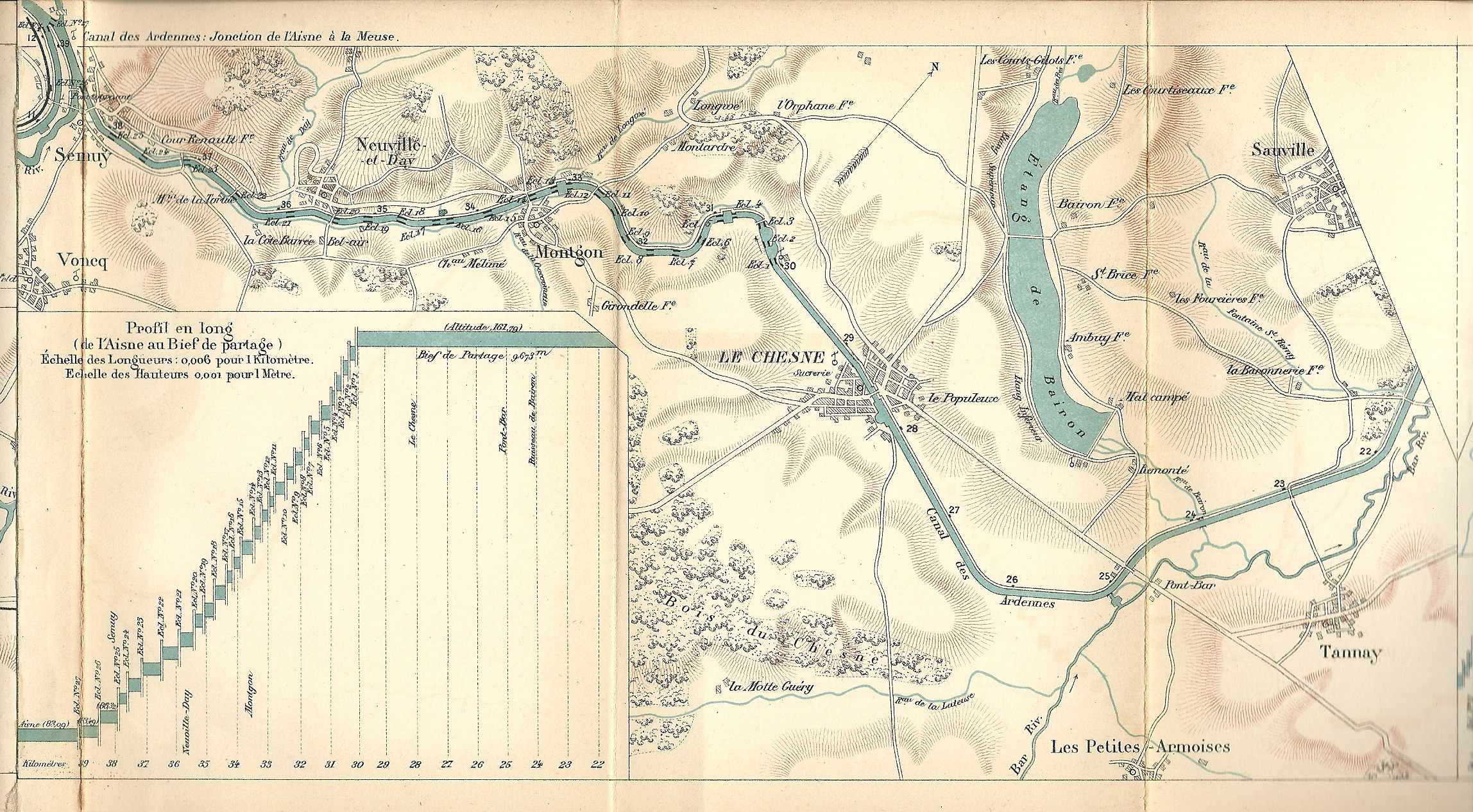
le ruisseau de Bairon et le lac de Bairon à l'est du canal des Ardennes.

Dans le seul département des Ardennes, le Bairon traverse les dix communes suivantes, d'amont en aval, de La Horgne (source), Baâlons, Singly, Villers-le-Tilleul, Omont, Chagny, Louvergny, Sauville, Le Chesne et Tannay (confluence).
Soit en termes de cantons, le ruisseau de Bairon prend source dans le canton de Nouvion-sur-Meuse, conflue dans le canton de Vouziers, dans les deux arrondissement de Charleville-Mézières et arrondissement de Vouziers.

### Bassin versant
Le Bairon traverse une seule zone hydrographique Le Bairon. (B514) de 68 km2 de superficie. Ce bassin versant est constitué à 63,39 % de « territoires agricoles », à 33,55 % de « forêts et milieux semi-naturels », à 1,55 % de « surfaces en eau », à 1,50 % de « territoires artificialisés », à 0,56 % de « zones humides ».

## Affluents
Le ruisseau de Bairon a onze tronçons affluents référencés.
Dans son cours, il reçoit (d’amont en aval) les eaux de ses affluents, dont les principaux sont :
- le « ruisseau des Étangs » et le « ruisseau des Petits Bairons », vers la Ferme des Quatre-Vents à Villers-le-Tilleul
- le « ruisseau de Baâlons », vers le Bois Grand-Mère, à Baâlons.
- le « ruisseau du Petit-Moulin », le « ruisseau de Cocatry » et le « ruisseau de Vivaubières » à Chagny.
- le « ruisseau des Petits Étangs » et le « ruisseau des Aules » à Louvergny.

Donc son rang de Strahler est de deux.

## Hydrologie

### Le Bairon à Tannay
Le Bairon est un cours d'eau issu des crêtes préardennaises, rebord sud bien arrosé du massif des Ardennes. Le module de la rivière au niveau de son confluent avec la Bar se monte à 0,945 m3/s, pour un bassin versant de 68,3 km2.

### Lame d'eau et débit spécifique
La lame d'eau écoulée dans son bassin est de 436,3 millimètres par an, ce qui est assez élevé. C'est largement supérieur à la moyenne de la France, tous bassins confondus, mais quelque peu inférieur à la moyenne du bassin français de la Meuse (450 millimètres par an à Chooz, près de sa sortie du territoire français). Le débit spécifique ou Qsp du Bairon se monte de ce fait à 13,84 litres par seconde et par kilomètre carré de bassin versant.

## Aménagements et écologie
Son cours est doté de deux barrages qui ont créé deux petits lacs artificiels juxtaposés, sis entre Louvergny et le canal des Ardennes. On leur donne le nom unique de lac de Bairon. Le plus ancien (en amont) qui est aussi le plus petit, fut créé par les moines du Mont-Dieu. Le plus récent date du XIXe siècle (1840) dans le but d'alimenter le canal des Ardennes en construction. Les deux étangs occupent le fond d'une petite vallée des crêtes préardennaises (terrain jurassique), et sont uniquement séparés par la digue-barrage de l'étang créé par les moines.
Dans la vallée du Bairon, une ZNIEFF (ou Zone naturelle d'intérêt écologique, faunistique et floristique) a été décrite. Celle-ci comprend la totalité des deux étangs et leur rivage proche, mais surtout toute une zone de prairies inondables (et saisonnièrement inondées) située en amont (à l'ouest) de l'étang des moines, et comprenant une vaste roselière. La ZNIEFF s'étend ainsi entre les localités de Louvergny et du Chesne, et porte le nom de "Les Étangs de Bairon". Elle constitue l'habitat de pas moins de 128 espèces animales et trois espèces de phanérogames protégées, ainsi que de 33 espèces animales et 11 espèces végétales menacées.

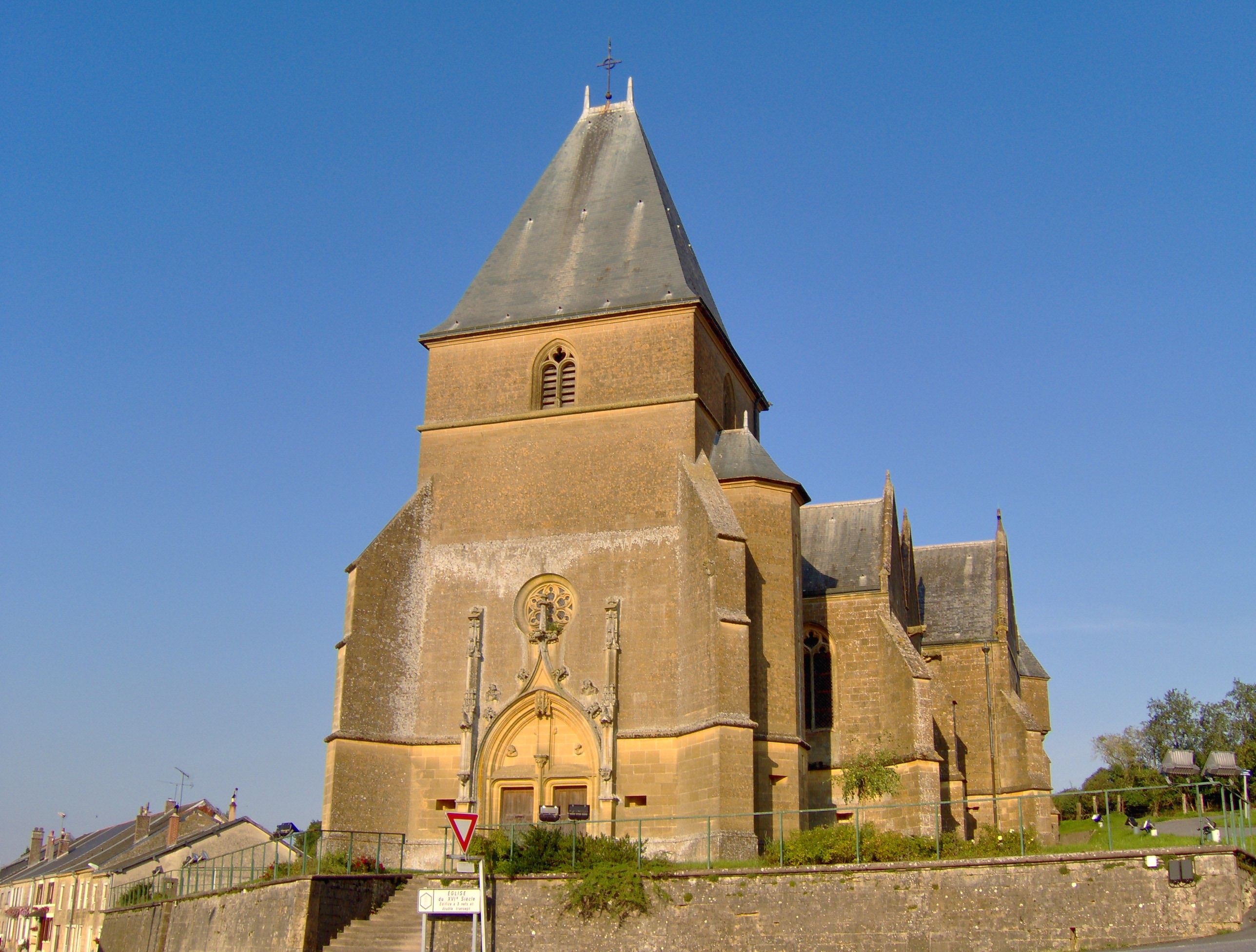
L'église fortifiée de Tannay

### La ZNIEFF des Étangs de Bairon

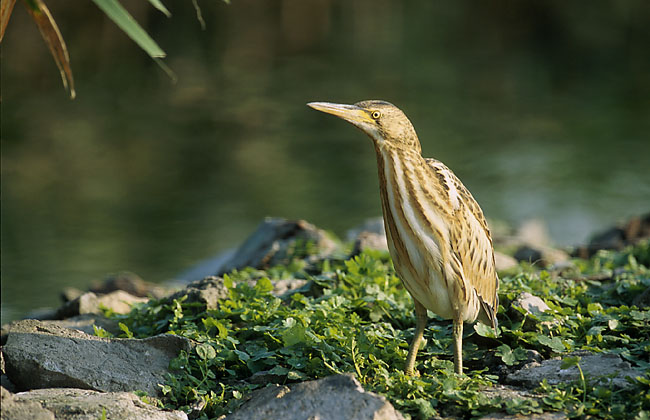
Le blongios nain

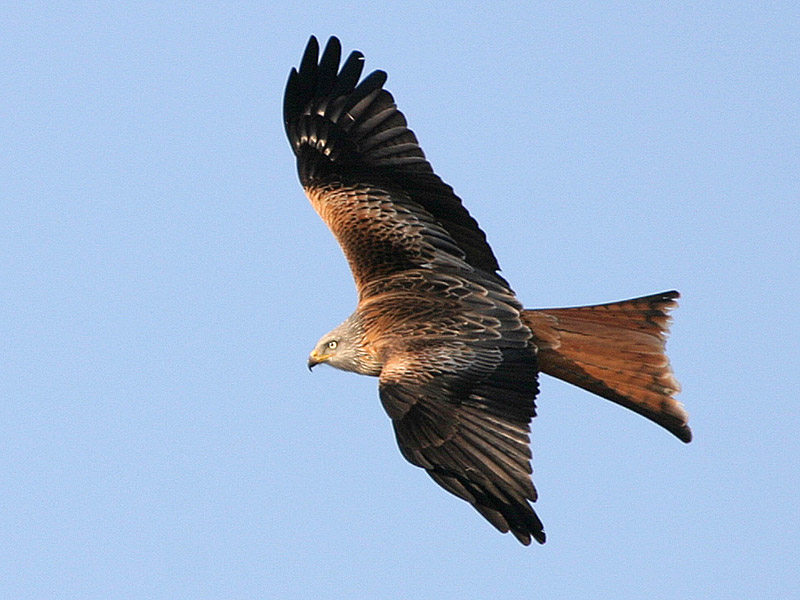
Le milan royal (milvus milvus) en plein vol. Ce superbe oiseau nidifie notamment dans les arbres de la ZNIEFF des étangs de Bairon

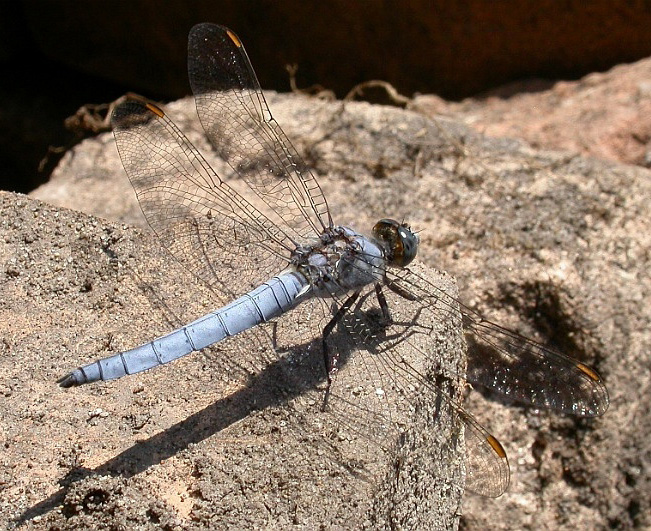
L'Orthetrum brun est un excellent indicateur de la qualité de l'eau

La ZNIEFF s'étend sur quelque 219 hectares et comprend le double étang avec un niveau d'eau variable, très bas en fin d'été et en automne, selon les besoins du canal. Cela a favorisé une végétation originale avec des gazons temporaires à chanvre d'eau. De plus il existe en amont des étangs une vaste roselière.

### La faune
La faune de la ZNIEFF est riche et variée. Beaucoup d'amphibiens, d'oiseaux et de mammifères fréquentent les lieux. On y dénombre également de multiples insectes rares.
La faune amphibienne est diversifiée. Citons surtout le triton crêté, inscrit à l'annexe II de la Convention de Berne, ainsi que la grenouille agile, le crapaud commun et la grenouille rousse. Au total 8 espèces d'amphibiens ont été répertoriés dont 6 espèces protégées et une menacée.
L'avifaune est particulièrement bien fournie. On y dénombre pas moins de 151 espèces d'oiseaux, dont 104 protégées et 11 en danger (liste rouge des oiseaux de Champagne-Ardenne). Un observatoire pour oiseaux a été aménagé. Les activités touristiques et nautiques se déroulant essentiellement sur l'étang aval, ne gênent pas trop ce petit monde concentré avant tout au niveau de l'étang amont et de la zone inondable (roselière) située en queue de ce dernier. La roselière et les fourrés humides cachent la nidification de nombreuses espèces, parmi lesquelles le blongios nain, nicheur menacé de disparition, inscrit à l'annexe I de la directive Oiseaux et à l'annexe II de la convention de Berne, le phragmite des joncs, la rousserolle turdoïde, la bouscarle de Cetti, le cincle plongeur, le râle d'eau.
Les rapaces fréquentent le site soit pour leur alimentation, soit pour leur reproduction. Parmi les premiers, il faut citer la buse variable, l'épervier d'Europe, l'autour des palombes ou épervier autour, le faucon émerillon, le faucon crécerelle, la bondrée apivore, la chouette chevêche, la chouette hulotte. Dans le second groupe, lié aux étangs pour leur reproduction, citons le faucon hobereau (nicheur très rare), le busard des roseaux (rare également), le milan noir, le milan royal, le busard cendré et le busard des roseaux, tous inscrits sur la liste rouge de l'ancienne région Champagne-Ardenne.
Les espèces de canard sont très variées. En automne arrivent de très nombreux canards migrateurs dont une partie va rester hiverner. Citons le canard colvert, le fuligule milouin, le fuligule morillon, le garrot à œil d’or (rare), la macreuse brune (très rare) et le harle bièvre (très rare lui aussi).
Au printemps on assiste à l'arrivée d'autres espèces : le canard pilet, le canard souchet, le canard chipeau et le canard siffleur. De nombreux grèbes huppés et foulques macroules se reproduisent dans la zone des étangs.
Quant aux mammifères, ils sont également nombreux à fréquenter le site. 41 espèces ont été inventoriées dont 14 espèces protégées et 8 espèces en danger. Citons la martre, le putois, le chat sauvage, le blaireau. On y remarque de nombreuses chauves-souris : le grand murin, le petit rhinolophe, le grand rhinolophe, le vespertilion de Natterer, la noctule et l'oreillard commun, inscrits sur les listes rouges européenne et française.
Parmi les insectes, pas moins de 40 espèces de libellules ont été comptabilisées, dont 12 sont inscrites sur la liste rouge de la région Champagne-Ardenne : l'æschne isocèle, la grande æschne, l'æschne printanière, l'agrion gracieux, l'agrion mignon, le gomphe vulgaire, la libellule fauve, l'orthetrum brun, le sympetrum jaune d'or, la cordulie métallique, la cordulie à taches jaunes et la cordulie à deux taches. Un papillon rare et protégé fréquente le site, le cuivré des marais, inscrit à l'annexe II de la convention de Berne, et sur le livre rouge français de la faune menacée.

### La flore
On rencontre dans la ZNIEFF une série d'espèces végétales rares. La germandrée des marais bénéficie d'une protection régionale, car cette espèce subméditerranéenne est en régression en Champagne-Ardenne. Parmi les autres espèces protégées, on peut citer le fluteau à feuilles de graminée, la pulicaire annuelle (quasi disparue dans la région), l'élatine fausse-alsine (rarissime), l'utriculaire vulgaire, la berle à larges feuilles, le potamot des Alpes, l'aristoloche, le faux-riz, la limoselle, le faux nénuphar, la renoncule aquatique et l'orme lisse.

### Curiosités - Tourisme
- Villers-le-Tilleul : Château des Poursaudes du XVIIIe siècle avec étang et centre équestre. Golf. Bois. Gîte rural.
- Baâlons : Château de Géraumont du XVIe siècle. Intéressante église des XIIe et XVe siècles, avec tour-porche carrée et portail roman à tympan sculpté. Fonts baptismaux en marbre du XVIIe siècle. Vierge à l'Enfant des XVe – XVIe siècles. Bois et ruisseaux.
- Omont : Mont Damion. Bois, étang. Château-ferme du Ploys.
- Louvergny : L'église néo-gothique du XIXe siècle contient un retable sculpté en bois du XVIIe.
- Le lac de Bairon : il a été aménagé partiellement en réserve naturelle pour les oiseaux.
- Le Chesne : la localité est devenue une station touristique traditionnelle. Possibilité de canoë-kayak, sports nautique, écoles de voile. Église des XIIIe, XVe et XVIe siècles (Monument Historique).
- Tannay : Église fortifiée aux XVe et XVIe siècles, avec tour massive, canonnières, tourelle et encorbellement, possède d'antiques statues (Monument Historique). L'église a été restaurée après avoir subi des dégâts importants en 1940. Elle contient une plaque de dédicace consacrée au Xe siècle par l'archevêque de Reims Adalbéron connu pour avoir présidé au sacre d'Hugues Capet.
- Mont-Dieu : Restes de la chartreuse du XVIIe siècle (Monument Historique). Château-ferme de Maison-à-Bar (inscrit Monument Historique). Château de la Barbière. Superbe forêt domaniale : chênes rouvres et pédonculés, hêtres, frênes, charmes, bouleaux, aulnes etc. Riche faune sauvage.